# Оранжевое Свободное Государство
Оранжевое Свободное Государство (Оранское Свободное Государство, нидерл. Oranje Vrijstaat, африк. Oranje-Vrystaat; Оранжевая республика) — независимое государство, позже провинция в составе Южно-Африканского Союза и Южно-Африканской Республики, непосредственный предшественник нынешней провинции Фри-Стейт.
Расположено между реками Вааль и Оранжевая. Заселение этой области европейцами началось в 1830-е годы, когда голландские колонисты-буры бежали вглубь Южной Африки от английского владычества, установившегося в Капской колонии, в ходе так называемого Великого трека. До этого здесь обитали в основном племена сото (басото, басуто).

## История образования государства
В 1846 году Генри Дуглас Уорден, британский резидент среди племён, обитавших за Оранжевой, приобрёл ферму Блумфонтейн, вокруг которой скоро вырос город, ставший столицей этого региона. В 1848 году Британия присоединила эту территорию под названием «Владение Оранжевой реки» (Orange River Sovereignty). 17 февраля 1854 года Британия признала независимость республики, а 23 февраля того же года была подписана Конвенция Оранжевой реки, или Блумфонтейнская, согласно которой новое государство стало называться Оранжевым Свободным государством (Южноафриканская республика, или Республика Трансвааль, стала независима двумя годами раньше). Первым президентом государства стал Йосиас Филип Гофман.
С открытием залежей золота и алмазов в Оранжевое Свободное государство, как и в Трансвааль, усилился приток иностранцев-уитлендеров, чьи права были серьёзно ограничены законом. В 1899 году в Блумфонтейне прошла конференция с участием президента Оранжевой Республики Мартинуса Стейна, лидера Трансвааля Пауля Крюгера и губернатора Капской колонии сэра Альфреда Милнера, однако она не смогла разрядить растущее напряжение, и в том же году Оранжевая Республика вслед за Трансваалем объявила войну Англии. 13 марта 1900 года англичане вошли в Блумфонтейн. В 1902 году во Ференихинге был подписан договор, согласно которому Оранжевое свободное государство вошло в Британскую империю как Колония Оранжевой реки, однако Британия обещала в будущем предоставить ей самоуправление, сохраняла возможность преподавания в школах нидерландского языка и предоставляла некоторые другие привилегии.
В 1910 году Оранжевое Свободное Государство вошло в состав Южно-Африканского Союза, судебной столицей которого стал Блумфонтейн. Во флаг ЮАС был включён флаг Оранжевого Свободного государства (белые и оранжевые полосы с флагом Нидерландов в кантоне). В эпоху апартеида на территории провинции был создан небольшой бантустан Кваква. С 1994 года провинция носит название Фри-Стейт (Свободное государство).